# Finsterbach (Schmerach)
Der Finsterbach ist ein Bach in den Gebieten der Kleinstädte Vellberg und Ilshofen im Landkreis Schwäbisch Hall im nordöstlichen Baden-Württemberg, der nach etwa 2 km langem Lauf nach Westen in deren Klinge von links in die untere Schmerach mündet.

## Geographie

### Verlauf
Der Finsterbach entsteht etwas westlich der K 2668 zwischen dem Vellberger Dorf Großaltdorf im Süden und dem Ilshofener Dorf Oberaspach im Norden auf etwa 410 m ü. NHN im Feldgewann Oberer Finsterbach. Dort beginnt neben einem nordwärts laufenden Wirtschaftsweg ein in einem Grasstreifen westwärts laufender, lange nur sehr flach abfallender Graben, der nach etwa 300 Metern an einem kleinen Feldgehölz vorbeizieht und dann einen weiteren Feldweg gleicher Laufrichtung unterquert. Zwischen den Feldgewannen Fräuleswiesen rechts und Unterer Finsterbach zieht der Graben einen weiteren halben Kilometer ohne Baum oder Strauch am Ufer westwärts.
Von Südosten her erreicht dann ein von einem weniger als 400 Meter langen Graben begleiteter Feldweg den Bach und folgt ihm dann in seiner Richtung. Weniger als hundert Meter weiter mündet von der anderen Seite und Nordosten her ein viel kürzeres Bächlein, das der Hangquelle Romigsbrunnens entspringt. Zweihundert Meter abwärts kreuzt der Finsterbach die K 2601 von Ilshofen-Großstadel nach Ilshofen-Unteraspach, wonach sporadisch am Ufer Bäume und Sträucher stehen.
Schon zweihundert Meter nach dieser Straßenquerung erreicht der Finsterbach auf etwa 385 m ü. NHN den Rand des Waldes um die Schmerachklinge. Dort fließt er natürlicher als bisher und mit kleinen Richtungsänderungen unter Bäumen in ein bis zwei Meter Breite über einem sandig-kiesigen Bett und tieft sich nun stark ein in eine etwas mäandrierende Nebenklinge der Schmerach, in der er unter bis zu 20 Meter hohen, teils sogar überhängenden Muschelkalkfelsen in einem mehrstufigen Wasserfall wiederholt über Felsbänke herabstürzt, an deren Fuß er zuweilen Gumpen eingegraben hat. Eine weniger als 200 Meter lange, mit einem Geländekessel beginnende  Seitenschlucht läuft in diesem Bereich von Südosten her zu. Schließlich mündet der Bach auf etwa 303 m ü. NHN von links und Osten in die untere Schmerach, unterhalb des für eine überschwemmungssichere Bachquerung aufgeschütteten Damms des in der Schmerachklinge laufenden Wirtschaftswegs und etwas vor der Grillwiese im Untertal.
Der Finsterbach mündet nach einem 2,2 km langen Lauf mit mittlerem Sohlgefälle von etwa 48 ‰ etwa 107 Höhenmeter unter seinem Grabenbeginn. Etwa drei Viertel des Gesamtgefälles entfallen dabei auf den knapp einen Kilometer langen Unterlauf in Wald und Klinge.

### Einzugsgebiet
Der Finsterbach hat ein etwa 2,1 km² großes Einzugsgebiet, das von Ost nach West etwa 2,4 km lang und allenfalls halb so breit ist. Es liegt, naturräumlich gesehen, im Unterraum Haller Ebene der Hohenloher und Haller Ebene. Der mit etwa 429 m ü. NHN höchste Punkt liegt in der Nordostecke auf dem Hügelgewann Aspacher Höhe. Angrenzende Einzugsgebiet sind im Norden das des Hohteichbaches, der etwa in selber Richtung zur Schmerach läuft, das des Razenbaches im Osten, der über den Aalenbach die Bühler speist, sowie das des Bachs durch die Kappisklinge, der kurz vor dem Finsterbach-Vorfluter Schmerach ebenfalls in die Bühler mündet.
Das Gebiet ist, von den recht kleinen Waldanteilen am Unterlauf abgesehen, eine flurbereinigte und fast ganz ausgeräumte Landschaft aus großen Feldern und ohne jede Besiedlung. Etwas weniger als die Hälfte im Südosten gehört zur Kleinstadt Vellberg, der Rest zur Kleinstadt Ilshofen.

### Zuflüsse
Liste der Zuflüsse von der Quelle zur Mündung. Gewässerlänge, Einzugsgebiet und Höhe nach den entsprechenden Layern auf der Onlinekarte der LUBW. Andere Quellen für die Angaben sind vermerkt.
Ursprung des Finsterbachs auf etwa 410 m ü. NHN ein Feld westlich der K 2668 von Vellberg-Großaltdorf im Süden nach Ilshofen-Oberaspach im Norden. Der Bach läuft durchweg westwärts.
- (Graben von der Lichse), von links und Südosten auf etwa 396 m ü. NHN an einem Feldwegknick, unter 0,4 km und ca. 0,3 km². Entsteht auf etwa 405 m ü. NHN am Abzweig vom Weg nördlich am Gewann Lichse vorbei und trennt die Gewanne Unterer Finsterbach links und Greut rechts.
- (Bach vom Romigsbrunnens), von rechts und Nordosten auf etwa 395 m ü. NHN aus dem Gewann Stöckenwiesen, über 0,1 km und unter 0,1 km². Die Quelle Romigsbrunnens liegt auf etwa 400 m ü. NHN an einer kleinen Feldhecke.

Mündung des Finsterbachs von links und Osten auf etwa 303 m ü. NHN zwischen dem Wegdamm über diese und der Grillwiese in die untere Schmerach. Der Bach ist ca. 2,2 km lang und hat ein ca. 2,1 km² großes Einzugsgebiet.

## Geologie
Im Untergrund des Einzugsgebietes liegt überall der Obere Muschelkalk, in den sich der Bach aber erst am Beginn seines Waldabschnitts am Unterlauf einschneidet und in dem er auch mündet. Über diesem liegen aber fast sonst jüngere geologische Schichten, überwiegend der Lettenkeuper (Erfurt-Formation) des Unterkeupers. In diesem entstehen auch die beiden genannten Zuflüsse. Noch darüber gibt es am Rand der Talmulde einige Inseln von Gipskeuper (Grabfeld-Formation). Auf den größten Höhen liegt Lösssediment aus quartärer Ablagerung, in diesem beginnt auch der Graben des Finsterbachs. Im Mündungsbereich hat dieser einen Schuttkegel abgelagert. Vom rechts der unteren Talklinge stehenden Eulenberg ist zur Mündung hin eine Scholle abgerutscht.

## Schutzgebiet
Der Waldabschnitt am Unterlauf liegt im Landschaftsschutzgebiet Bühlertal zwischen Vellberg und Geislingen mit Nebentälern und angrenzenden Gebieten.

### LUBW
Amtliche Online-Gewässerkarte mit passendem Ausschnitt und den hier benutzten Layern: Lauf und Einzugsgebiet des Finsterbachs

Allgemeiner Einstieg ohne Voreinstellungen und Layer: Daten- und Kartendienst der Landesanstalt für Umwelt Baden-Württemberg (LUBW) (Hinweise)
1. 1 2 3 4  Höhe nach dem Höhenlinienbild auf dem Hintergrundlayer Topographische Karte.
2. ↑  Höhe nach grauer Beschriftung auf dem Hintergrundlayer Topographische Karte.
3. 1 2  Länge nach dem Layer Gewässernetz (AWGN), ergänzt um ein kleines, auf der Gewässerkarte nicht berücksichtigtes Anfangsstück, das auf dem Hintergrundlayer Topographische Karte abgemessen wurde.
4. 1 2 3  Einzugsgebiet abgemessen auf dem Hintergrundlayer Topographische Karte.
5. ↑  Länge abgemessen auf dem Hintergrundlayer Topographische Karte.
6. ↑  Schutzgebiet nach dem einschlägigen Layer.

### Andere Belege
1. ↑  Wolf-Dieter Sick: Geographische Landesaufnahme: Die naturräumlichen Einheiten auf Blatt 162 Rothenburg o. d. Tauber. Bundesanstalt für Landeskunde, Bad Godesberg 1962. → Online-Karte (PDF; 4,7 MB)
2. ↑  Geologie nach den Layern zu Geologische Karte 1:50.000 auf: Mapserver des Landesamtes für Geologie, Rohstoffe und Bergbau (LGRB) (Hinweise)